# Maria Hjerte Abbedi
56°29′45.81″N 10°49′25.63″Ø / 56.4960583°N 10.8237861°Ø
Maria Hjerte Abbedi var et cisterciensernonnekloster på Sostrup ved Gjerrild. Grundstenen til klosteret blev lagt i 1990, og Maria Hjerte Kloster åbnede i 1992. I 1998 var klosteret vokset stort nok til at blive et abbedi. I 2013 lukkede klosteret og nonnerne udtrådte af Cistercienserordenen. Der var da 25 søstre med cirka 15 forskellige nationaliteter i Maria Hjerte Abbedi.
Fra 1961 boede en lille gruppe nonner i forvalterboligen på Sostrup. I 1988 blev Moder Theresa Brenninkmeijer priorinde og ti år senere abbedisse. Moder Theresa Brenninkmeijer var da kun 30 år og var datter af Hollands rigeste familie, deres formue kommer hovedsagelig på tøjkæden C&A. Brenninkmeijer-familien har i årevis doneret pengesummer til katolske byggerier og projekter. Hun er født og vokset op i et kristent katolsk hjem i Holland. Moderen hjemmegående, og der var seks børn i alt. Theresa Brenninkmeijer var kun ni år gammel, da hun følte sig kaldet til et liv i kloster. I 2011 blev Brenninkmeijer suspenderet som leder efter en intern undersøgelse.

## Dødsfald i klosteret
I 1993 døde en ældre, dement nonne på stedet. En efterårsdag var nonnen kommet til morgenbønnen kun iført natkjole. Priorinden havde kastet en frakke om hende og låst hende ud i haven. Den forvirrede gamle nonne havde hevet i dørhåndtaget, skreget og larmet. Efter bønnen havde nonnerne fundet hende død på den kolde jord. Hun havde et halvråddent æble i hånden. Hun blev båret op på et værelse og rengjort og der blev ringet efter vagtlægen.

## Helene Hägglund
Omstændighederne med den demente nonnes død blev først kendt for offentligheden, da de blev beskrevet i den tidligere nonne Helene Hägglunds bog Nonne tur/retur i 2009.
Helene Hägglund, der havde været på Sostrup siden 1988, brød med stedet i år 2000 som 29-årig og blev i første omgang forflyttet til Karmeliterordenens Skt. Josefs Kloster i Hillerød. Et år senere skrev hun på det nye klosters opfordring om sine oplevelser på Maria Hjerte Abbedi. Blandt andet om den demente nonnes død, om episoder med lussinger og slag, om abbedissens temperament og især om, hvordan al kontakt til omverdenen var blevet kontrolleret. Samtidig fik hun også andre til at skrive om problemerne: Søstre, der havde forladt Sostrup før hende, præster og lægmænd med tilknytning til stedet. Hägglund stolede ikke på de ansvarlige i Citercienserordenen, så hun skrev i stedet til den danske biskop Czeslaw Kozon.

## Suspension
Sagen endte til sidst i Vatikanet, men hvad Vatikanet fandt ud af i sin undersøgelse, vides ikke. Rapporten blev hemmeligholdt. Men konsekvensen var klar: I sommeren 2011 blev Brenninkmeijer suspenderet som leder af Sostrup. Trods tab af titel og stilling fortsatte Brenninkmeijer som leder af Sostrup, da Brenninkmeijer havde anket afgørelsen. Men i oktober 2012, blev beslutningen stadfæstet: Brenninkmeijer blev frataget ledelsesstilling og abbedissetitel.
Onsdag den 17. juli 2013 ankom en spansk flyttebil til Sostrup. Klosteret og den tilhørende kirke blev låst af. Den dag forlod nonnerne endegyldigt klosteret.

## Galleri
- Sostrup Slot, der var hjemsted for klosteret
- Det nye kloster
- Grundsten
- Udendørs alter ved Sostrup Slot
- Vejalter med Maria ved Sostrup Slot
- Forvalterbolig ved Sostrup Slot (tidligere tilholdssted for nonnerne)
- Vindue i forvalterbolig